# معركة أدهار أبران
تُعدُّ معركة أدْهَار أُوُبَرَّانْ الشراراة الأولى لاندلاع حرب الريف التحريرية على عهد محمد بن عبد الكريم الخطابي، وقعت ما بين 30 مايو و1 يونيو 1921. خلّفت المعركة في صفوف الإسبان 25 من القتلى والمفقودين؛ منهم 6 ضباط، و18 جنديا، وجندي من الشرطة الأهلية، وفي مقدمتهم الضابط وقائد الحامية رامون ويلبا، ومساعده برتبة كابتن خوان سالافرانكا.